# Мика (Арђеш)
Мика (рум. Mica) насеље је у Румунији у округу Арђеш у општини Башков. Oпштина се налази на надморској висини од 328 m.

## Становништво
Према подацима из 2002. године у насељу је живело 601 становника, од којих су сви румунске националности.